# منطقه اقتصادی مرکزی
منطقه اقتصادی مرکزی (روسی: Центра́льный экономи́ческий райо́н) یکی از دوازده منطقه اقتصادی روسیه است.